# Julie Nixon Eisenhower
Julie Nixon Eisenhower (Washington, 5 luglio 1948) è una scrittrice statunitense, figlia secondogenita di Pat e Richard Nixon, 37º presidente degli Stati Uniti. È autrice di numerosi libri e opere sulla stampa. Nel 1968 sposò David Eisenhower, nipote abiatico dell'ex presidente americano Dwight D. Eisenhower..

## Biografia
Nata a Washington il 5 luglio 1948 dall'unione di Pat e Richard Nixon, ha una sorella maggiore Tracy. 
Si è formata presso lo Smith College e l'Università Cattolica d'America, ha scritto diversi libri e ha lavorato come segretaria editoriale nella rivista Saturday Evening Post.

### Matrimonio
Dal matrimonio con David Eisenhower sono nati tre figli della coppia:
- Jennie Eisenhower (nata nel 1978) - attrice
- Alexander Richard (nato nel 1980)
- Melanie Catherine (nata nel 1984)

## Sostegno alle campagne presidenziali democratiche e repubblicane e ulteriori attività

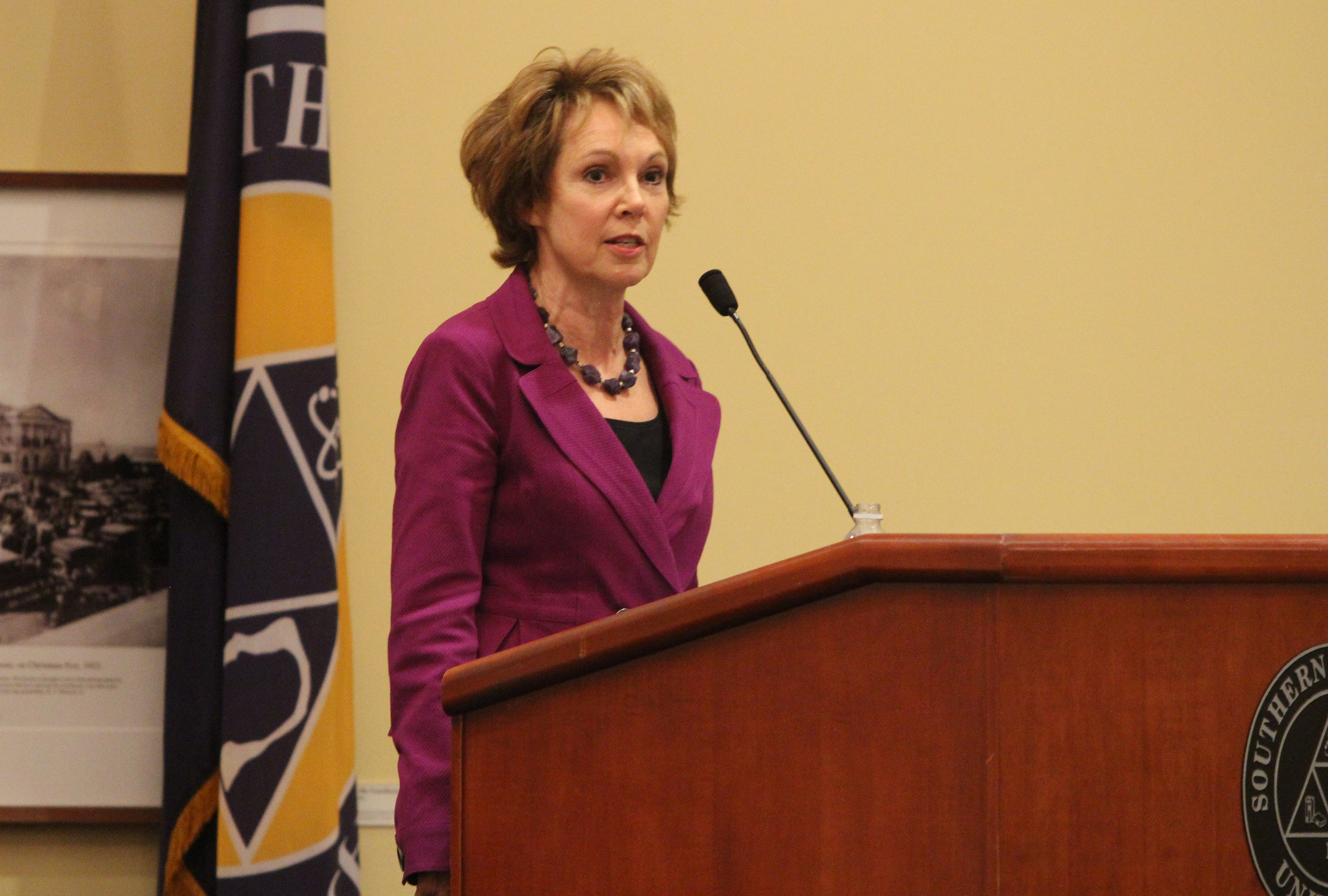
Julie Nixon Eisinhower nel 2012

Nonostante la storia della sua famiglia nel sostenere i repubblicani, Julie ha donato $ 2,300 a Barack Obama nella corsa per le primarie democratiche del 2008 contro Hillary Clinton. Ha sostenuto il candidato repubblicano Mitt Romney nel 2012 e Donald Trump nel 2016.
Il 16 marzo 2012, lei e sua sorella sono arrivate a Yorba Linda (California) per festeggiare quello che sarebbe stato il 100º compleanno della madre. Il 23 novembre 2013, lei e suo marito Eisenhower hanno aperto una mostra di vacanze per la Biblioteca Nixon, che è rimasta lì fino al 5 gennaio 2014.